# راغبي (شلال ودشتغل)
راغبي (بالفارسية: رگبی) هي منطقة سكنية تقع في إيران في قسم شلال ودشتغل الريفي. يقدر عدد سكانها بـ 21 نسمة .